# Yukio Edano
Yukio Edano (japanska 枝野 幸男, Edano Yukio), född 31 maj 1964 i Utsunomiya i Japan, är en japansk politiker och landets nuvarande oppositionsledare. Han representerar det konstitutionella-demokratiska partiet och är dess nuvarande ordförande.

## Bakgrund och privatliv
Edano är född i Utsunomiya år 1964. Hans far valde namnet Yukio eftersom han dyrkade den japanska anti-militaristiska och liberala politikern Yukio Ozaki. På högstadiet sjöng han i en kör och vann NHK:s musiktävling. Edano njuter av karaoke även idag..
Till yrket är Edano jurist och han har utexaminerats från Tohoku universitet. Han började att arbeta som advokat år 1991.
Edano är gift och paret har två barn.

## Politisk karriär
År 1993 valdes Edano till Japans parlament som Japans nya partis representant från Saitama. Edano skiljer sig från majoriteten av japanska parlamentariker eftersom han är varken född till en politisk dynasti eller stor förmögenhet. Senare var han med att grunda ett nytt parti: demokratiska partiet..
Edano blev minister för regeringens revitalisering år 2010. Dessutom var han ansvarig för Okinawa och nordliga regioner. Ett år senare nominerades han som kabinettsekretariats chef. I september 2011 blev Edano minister för ekonomi, handel och industri..
År 2017 var Edano med att grunda konstitutionell-demokratiska partiet (CDP) för att delta i parlamentsvalet 2017. Han blev dess första ordförande och partiet gick till valseger.. Efter att partiet förenats med Demokratiska folkpartiet, valdes Edano till det nya partiets ordförande. Han sade att han vill arbeta för att göra CDP till ett alternativ till det regerande liberaldemokratiska partiet.
Efter den dåliga valresultaten år 2021 anmälde Edano att han kommer att lämna sin post som partiordförande.

### Politiska åsikter
Edano anser att Fukushima-olyckan, som ägde rum då Edanos parti var i regeringen, skedde på grund av den långa LDP-ledda perioden i Japan då staten leddes som ett företag. Enligt honom var regeringen inte beredd för en sådan olycka. Partiet röstades till opposition ett år efter olyckan, år 2012..
I juni 2019 sade Edano att om hans parti vinner valet, ska han introducera ett lagförslag för att förbjuda diskriminering mot HBTQ-gemenskap och legalisera samkönat äktenskap i Japan.